# Gabriele Nebe
Gabriele Charlotte Nebe (* 21. Mai 1967 in Aachen) ist eine deutsche Mathematikerin, die sich mit Gittern, Modulformen, sphärischen Designs, Kodierungstheorie und endlichen Gruppen und deren ganzzahligen Darstellungen befasst und allgemein mit expliziter Konstruktion diskreter Strukturen unter anderem mit Computeralgebra (Magma).

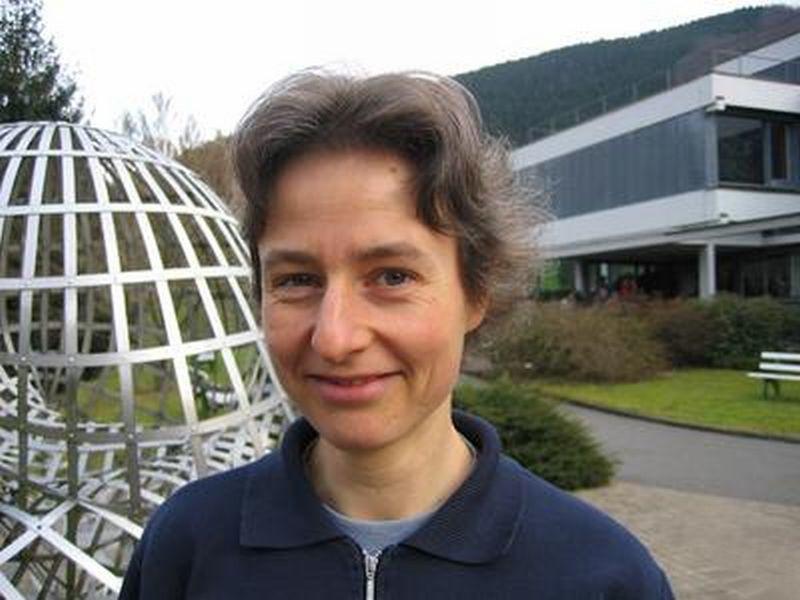
Gabriele Nebe, Oberwolfach 2005

Nebe studierte ab 1986 Mathematik an der RWTH Aachen, an der sie 1990 ihr Diplom machte und 1995 bei Wilhelm Plesken promoviert wurde (Endliche Rationale Matrixgruppen vom Grad 24). Ihre Dissertation erhielt die Borchers-Plakette und den Friedrich-Wilhelm-Preis der RWTH Aachen. Als Post-Doktorandin war sie an der Universität Bordeaux bei Jacques Martinet und 1999 an den Bell Laboratories bei Neil J. A. Sloane. 1999 habilitierte sie sich in Aachen (Orthogonale Darstellungen endlicher Gruppen und Gruppenringe) und war 2000 bis 2004 Professorin an der Universität Ulm (einen Ruf an die Universität Bordeaux schlug sie aus). 2004 wurde sie Professorin an der RWTH Aachen.
2003 und 2004 war sie Gastwissenschaftlerin an der Ecole Polytechnique in Lausanne bei Eva Bayer-Fluckiger, 2003 in Harvard bei Benedict Gross und 2006 und 2008 an der Universität Sydney bei John Cannon. Sie arbeitete auch mit Boris Borissowitsch Wenkow.
2010 konstruierte sie ein extremales gerades unimodulares Gitter in Dimension 72 und löste damit ein lange offenes Problem. Zuvor waren solche Gitter in Dimension 24 (Leech-Gitter) und 48 bekannt. Gerade unimodulare Gitter haben Anwendungen in der Stringtheorie (besonders in Dimension 16).
2002 erhielt sie den Merckle-Forschungspreis.
Sie ist seit 2008 Mitherausgeberin des Jahresberichts des DMV und seit 2003 vom Archiv der Mathematik.

## Schriften
- mit Wilhelm Plesken Finite rational matrix groups, American Mathematical Society 1995 (Memoirs AMS 556)
- mit Eric Rains, Neil J. A. Sloane Self dual codes and invariant theory, Springer Verlag 2006 (Algorithms and computation in mathematics 17)
- Gitter und Modulformen, Jahresbericht DMV, Band 104, 2002, Heft 3, S. 124–144
- Faktorisieren ganzer Zahlen, Jahresbericht DMV, Band 102, 2000, S. 1–14